# Сен-Поль-сюр-Тернуаз
Сен-Поль-сюр-Тернуаз (фр. Saint-Pol-sur-Ternoise) — коммуна во Франции, регион О-де-Франс, департамент Па-де-Кале, округ Аррас, кантон Сен-Поль-сюр-Тернуаз. Расположена в 33 км к северо-западу от Арраса и в 29 км к западу от Бетюна, на берегу речки Тернуаз, притока Канша. В центре коммуны находится железнодорожная станция Сен-Поль-сюр-Тернуаз, конечная станции линии из Лилля.
Население (2018) — 4 942 человека.

## История
Сен-Поль-сюр-Тернуаз, или просто Сен-Поль, как его чаще всего называют, был крепостью графов Фландрских, а в IX веке стал центром одноименного графства. Владельцами его стала семья фламандского происхождения, которая сохраняла верность графам Фландрским до 1180 года. В последующие годы они были вассалами королей Франции, графов Артуа (1237—1329) и снова королей Франции вплоть до 1705 года, когда графство было упразднено и стало частью Франции.
В Средние века многие члены семейства Сен-Поль были участниками Крестовых походов.

## Достопримечательности
- Руины бывшего шато графов Сен-Поль, вокруг которых разбит общественный парк
- Музей истории и искусств Брюно Давен в бывшей часовне Сёр-Нуар
- Церковь Святого Павла 1960 года

## Экономика
Структура занятости населения:
- сельское хозяйство — 0,2 %
- промышленность — 34,6 %
- строительство — 4,8 %
- торговля, транспорт и сфера услуг — 26,4 %
- государственные и муниципальные службы — 34,0 %

Уровень безработицы (2017) — 21,3 % (Франция в целом — 13,4 %, департамент Па-де-Кале — 17,2 %). 

Среднегодовой доход на 1 человека, евро (2018) — 17 080 (Франция в целом — 21 730, департамент Па-де-Кале — 19 200).

## Демография
Динамика численности населения, чел.

## Администрация
Пост мэра Сен-Поль-сюр-Тернуаз с 2020 года занимает Бенуа Деманьи (Benoît Demagny). На муниципальных выборах 2020 года возглавляемый им независимый список победил в 1-м туре, получив 54,94 % голосов.
| Период | Период | Фамилия       | Партия                         | Примечания                                                                           |
| ------ | ------ | ------------- | ------------------------------ | ------------------------------------------------------------------------------------ |
| 1965   | 1989   | Люсьен Пиньон | Социалистическая партия        | инспектор начального образования, депутат Национального собрания                     |
| 1989   | 1992   | Реми Кашера   | Социалистическая партия        |                                                                                      |
| 1992   | 1995   | Марсель Луф   | Социалистическая партия        |                                                                                      |
| 1995   | 2000   | Филипп Вассёр | Союз за французскую демократию | журналист, депутат Национального собрания, министр сельского хозяйства и рыболовства |
| 2000   | 2001   | Жан Пепен     | Союз за французскую демократию |                                                                                      |
| 2001   | 2008   | Марсель Луф   | Социалистическая партия        | ассоциативный директор, член Генерального совета департамента                        |
| 2008   | 2011   | Ив Эньяр      | Разные правые                  |                                                                                      |
| 2011   | 2020   | Марсель Луф   | Социалистическая партия        | ассоциативный директор, член Генерального совета департамента                        |
| 2020   |        | Бенуа Деманьи |                                | бывший директор завода                                                               |

## Города-побратимы
- Хебден Бридж, Англия
- Варштайн, Германия

## Галерея

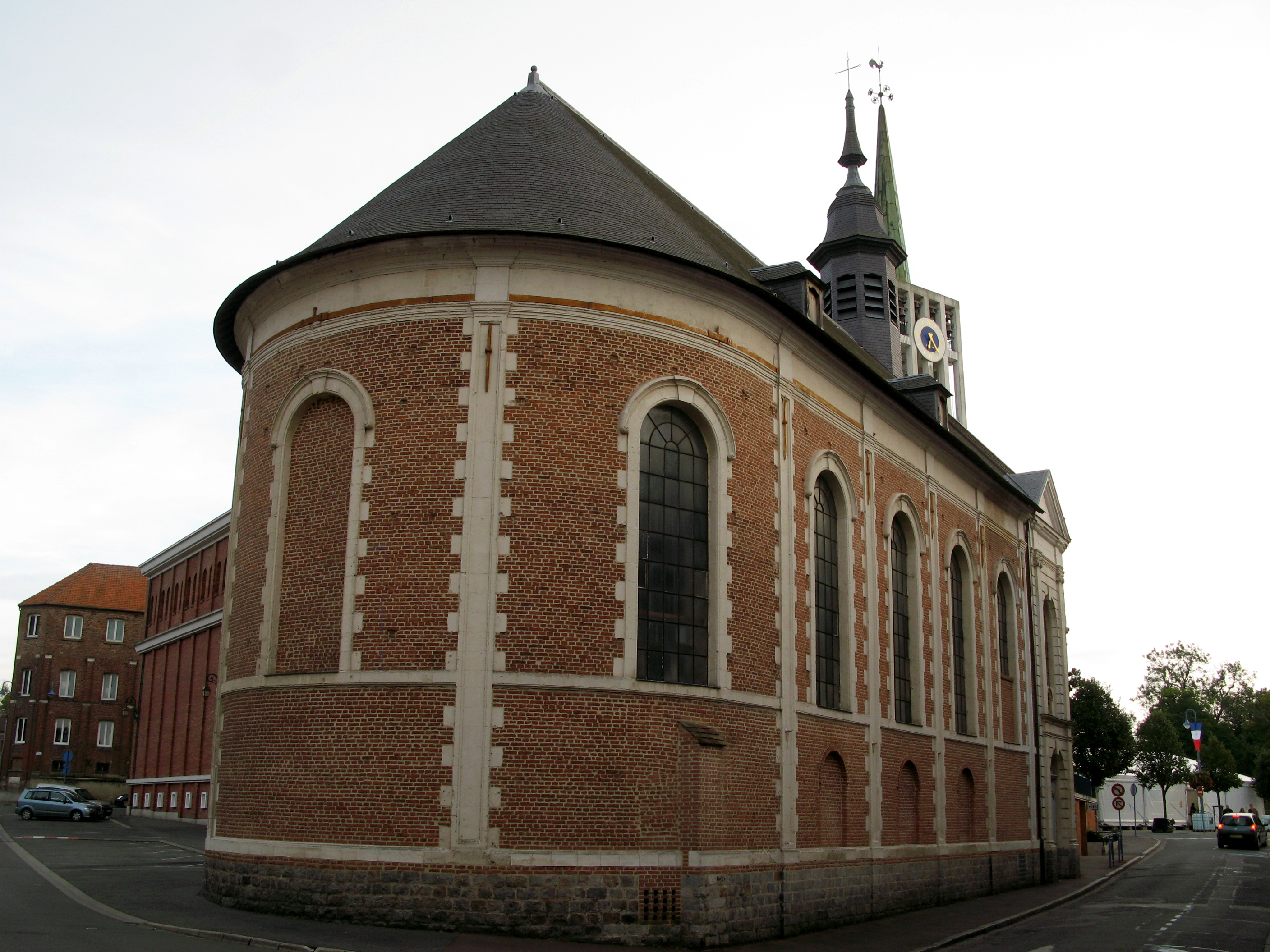
Музей искусств и истории Брюно Данвен
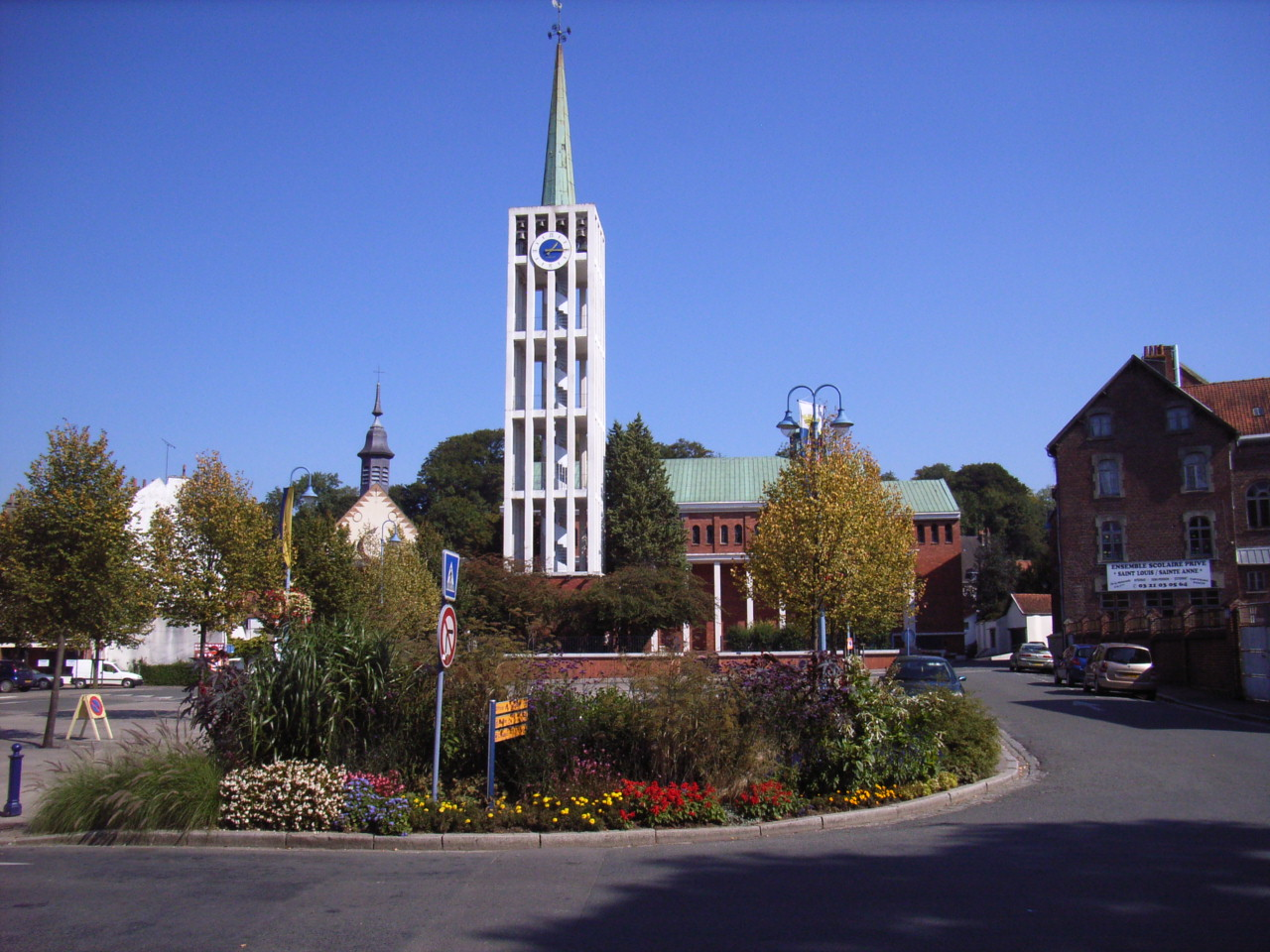
Церковь Святого Павла
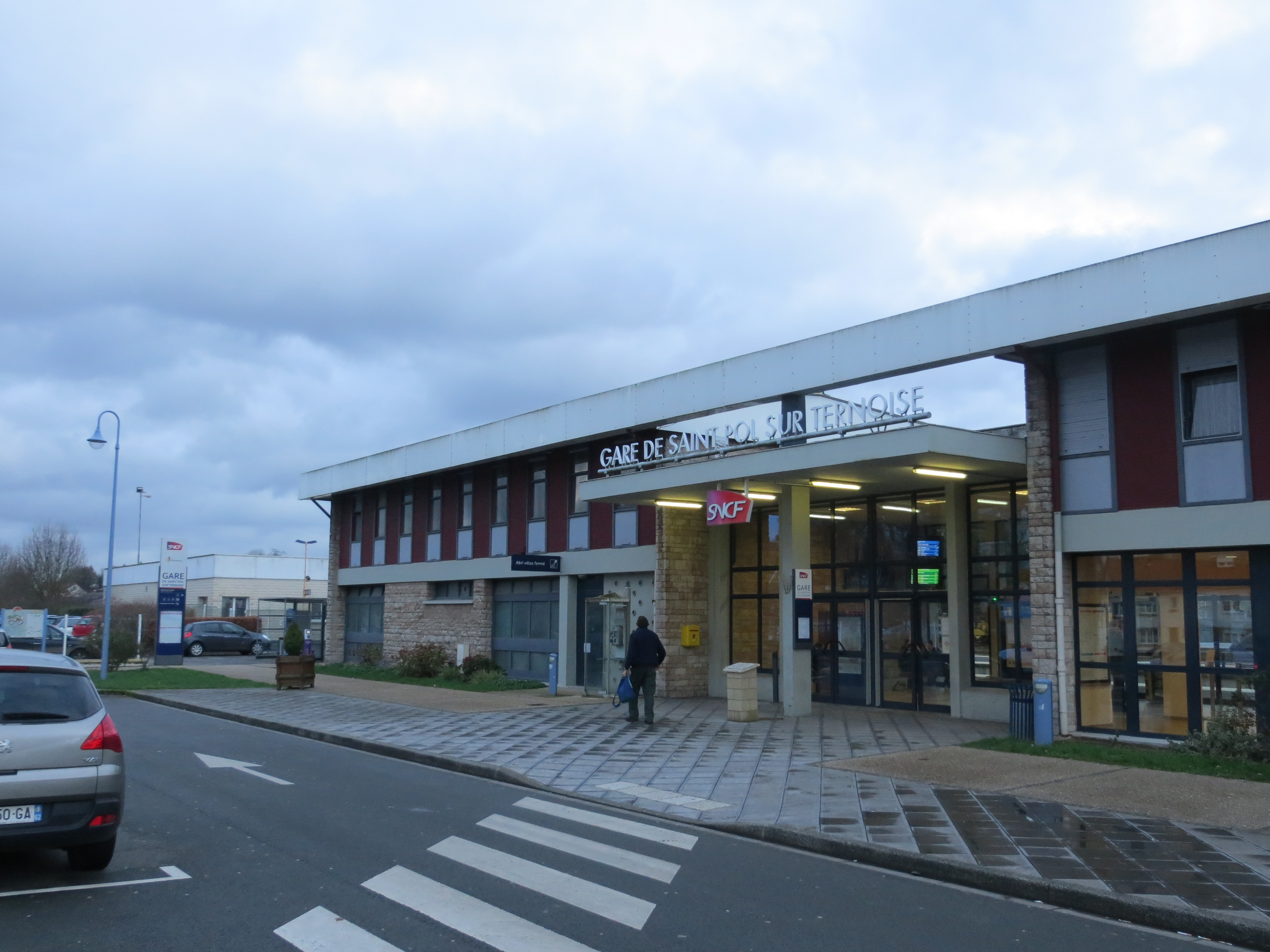
Железнодорожный вокзал

1. 1 2  база данных о французских коммунах — Национальный географический институт Франции, 2015.